# Bohdanovce nad Trnavou
Bohdanovce nad Trnavou is een Slowaakse gemeente in de regio Trnava, en maakt deel uit van het district Trnava.
Bohdanovce nad Trnavou telt 1.155 inwoners.